# Хатома
Острів Хато́ма (яп. 鳩間島, はとまじま, Хатома-Дзіма) — невеликий острів в острівній групі Яеяма островів Сакісіма архіпелагу Рюкю. Адміністративно відноситься до округу Такетомі повіту Яеяма префектури Окінава, Японія.
Острів розташований біля північного узбережжя острова Іріомоте, від якого відокремлений протокою Хатома.
Площа становить 1,08 км², висота 34 м.
На півдні розташоване невелике селище Хатома.